# بنغهو
بنغهو (بالإنجليزية: Pinghu)‏ هي مدينة على مستوى مقاطعة ‏ تقع في الصين في جياشينغ.  يقدر عدد سكانها بـ 480,000 نسمة ومساحتها 536 كم2 .